# Мост на Жепи (приповијетка)
Мост на Жепи је приповијетка Иве Андрића. Написана је у трећем лицу. Андрић је објавио 1928. године пошто је из Париза премјештен на мјесто вицеконзула Краљевине СХС у Мадриду.

## Радња
Он у овој проповјеци изражава визију људских дјела и судбину градитеља. Сам Андрић је рекао: „могло би се рећи да дело за писца умире оног дана када га заврши“, што представља главну идеју Моста на Жепи.